# Трагедія на стадіоні в Порт-Саїді
Різанина на стадіоні в Порт-Саїді — інцидент, що стався 1 лютого 2012 року в єгипетському місті Порт-Саїд.

## Історія
Під час футбольного матчу між місцевим клубом «Аль-Масрі» і каїрською командою «Аль-Аглі», за рахунку 3:1 на користь «господарів» на полі несподівано вибігли уболівальники і стали бити футболістів клубу гостей. У масовій бійці, що зав'язалася та подальшій тисняві на виході зі стадіону загинули щонайменше 73 людини, не менше тисячі отримали поранення і каліцтва. Багато постраждалих отримали ножові поранення.
На стадіоні перебували підрозділи спецпризначенців, в кількості 500 осіб, що мали при собі спецзасоби і каски зі щитами; однак, не вчинялось жодних активних заходів щодо припинення бійки між 3-4 тисячами шанувальників обох команд. Навіть на явні провокації з боку фанатів «Аль-Аглі» з вивішуванням неоднозначних банерів і киданням фаєрів на поле, реакції від силовиків не було. Поліція просто спостерігала за всім, що відбувається на стадіоні, навіть коли почалося побоїще. На допомогу постраждалим кинулися медики і фельдшери із швидких, і саме вони витягали перших потерпілих з місць зіткнень.
Через інцидент футбольна федерація Єгипту заявила, що відкладає на невизначений термін всі матчі єгипетської прем'єр-ліги. У Каїрі розгнівані цим рішенням вболівальники підпалили інший стадіон, на якому повинен був відбутися ще один матч того ж туру. Було заарештовано 47 осіб, в місто були введені армійські підрозділи. Ряд перших осіб міста відправлені у відставку. Надалі число обвинувачених зросло до 73.

## Розслідування та суд
У січні 2013 року 21 із 73 засуджених засудили до смертної кари. Через це родичі та знайомі засуджених почали штурмувати в'язницю. До них приєдналася і опозиція. В ході штурму було вбито щонайменше 2 поліцейських. Влада Єгипту були змушені ввести в місто війська, в тому числі танки. В ході заворушень було вбито близько 30 людей.
У червні 2015 року єгипетський суд провів завершальне засідання з перегляду звинувачень 73 осіб, які проходили у справі про тисняву на стадіоні Порт-Саїда. Суд засудив до смертної кари 11 осіб, ще 15 отримали тюремні терміни від 5 до 15 років, а 21 підсудний був виправданий.

## Спортивні подробиці матчу
| 1 лютого 2012 15:30 UTC+2         | \| «Аль-Масрі» \| 3:1 (0:1) протокол \| «Аль-Аглі» (Каїр) \| \| Закарія, 72', 83' А. Сіссе, 90+2' \| Голи \| Фабіо Жуніор, 11' \| | Стадіон: «Порт-Саїд», Порт-Саїд |
| «Аль-Масрі»                       | 3:1 (0:1) протокол | «Аль-Аглі» (Каїр)               |
| Закарія, 72', 83' А. Сіссе, 90+2' | Голи | Фабіо Жуніор, 11'               |

| «Аль-Масрі»:  |    |                    |     |     |
|               |    |                    |     |     |
| В             | 32 | Ахмед аш-Шенаві    |     |     |
| З             | 2  | Ахмед Фавзі        |     |     |
| З             | 40 | Саад Самір         |     |     |
| З             | 7  | Осама Сааб         |     |     |
| П             | 20 | Айман Саїд         | 65' |     |
| П             | 18 | Абдул Нага         |     | 72' |
| П             | 10 | Махмуд Абдул Хакім |     | 88' |
| П             | 33 | Хоссам Хассан      | 75' |     |
| П             | 9  | Момен Закарія      | 82' | 90' |
| П             | 5  | Іссіака Еліассу    |     |     |
| Н             | 19 | Абдулає Сіссе      |     |     |
| Запасні:      |    |                    |     |     |
| П             | 14 | Ахмед Магді        |     | 88' |
| П             | 36 | Махмуд Тоба        |     | 90' |
| Н             | 30 | Ахмед Шерведа      |     | 72' |
| Тренер:       |    |                    |     |     |
| Хоссам Хассан |    |                    |     |     |

| «Аль-Аглі» (Каїр): |    |                     |          |     |
|                    |    |                     |          |     |
| В                  | 1  | Шеріф Екрамі        |          |     |
| З                  | 24 | Ахмед Фатхі         |          |     |
| З                  | 17 | Саїд Моавад         |          |     |
| З                  | 4  | Шеріф Абдель-Фаділь |          |     |
| З                  | 23 | Мухамед Нагіб       |          |     |
| П                  | 14 | Хоссам Галі         | 75', 75' |     |
| П                  | 25 | Хоссам Ашур         |          |     |
| П                  | 8  | Мухамед Баракат     |          | 86' |
| П                  | 19 | Абдалла Саїд        |          |     |
| Н                  | 21 | Фабіо Жуніор        |          | 81' |
| Н                  | 15 | Мохамед Гедо        |          | 69' |
| Запасні:           |    |                     |          |     |
| П                  | 22 | Мохаммед Абутріка   |          | 86' |
| П                  | 30 | Шехаб Ахмед         |          | 69' |
| Н                  | 18 | Аль-Саїд Хамді      |          | 81' |
| Тренер:            |    |                     |          |     |
| Мануел Жозе        |    |                     |          |     |